# Mirosław Tryczyk

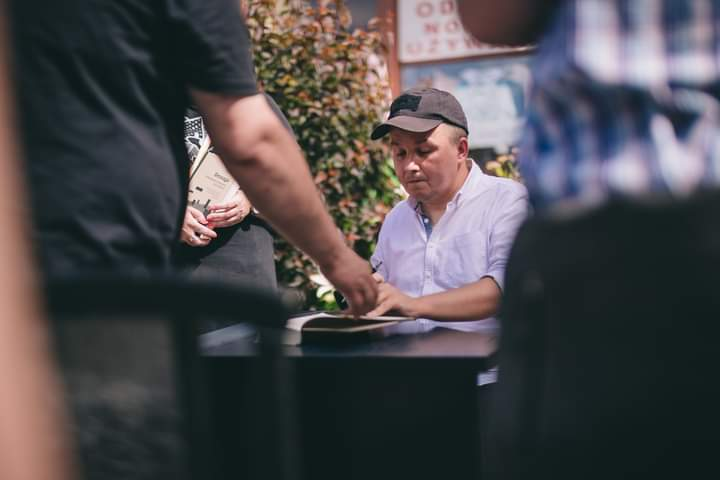
Mirosław Tryczyk, Góry Literatury 2022.

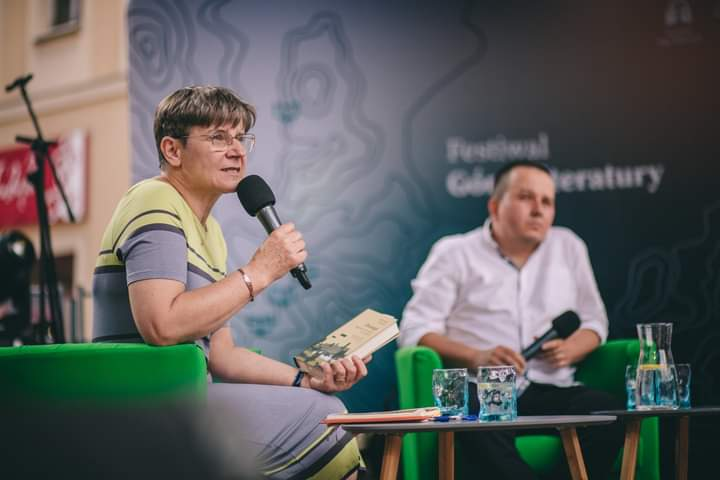
Magdalena Rabizo-Birek i Mirosław Tryczyk. VIII. Festiwal Góry Literatury, Nowa Ruda, 2022

Mirosław Tryczyk (ur. 1977 we Wrocławiu) – polski filozof, pisarz, reporter, badacz Zagłady.

## Życiorys
Jest absolwentem filozofii na Wydziale Nauk Społecznych Uniwersytetu Wrocławskiego, gdzie doktoryzował się w 2007. Po studiach pracował jako nauczyciel filozofii w Liceum Ogólnokształcącym nr XIV im. Polonii Belgijskiej we Wrocławiu, współpracował też z Wyższą Szkołą Bankową we Wrocławiu, Wyższą Szkołą Zarządzania „Edukacja”, Dolnośląską Szkołą Wyższą we Wrocławiu. W latach 2015–2017 był pracownikiem naukowym Żydowskiego Instytutu Historycznego w Warszawie. Członek Unii Literackiej.
Jest autorem książek poświęconych historii Rosji oraz historii Zagłady Żydów.
W 2015 roku wydał książkę Miasta śmierci. Sąsiedzkie pogromy Żydów (2015). Spotkała się ona z krytyką niektórych historyków, lecz także z pozytywnymi ocenami m.in. Efraima Zuroffa z centrum im. Szymona Wiesenthala w Jerozolimie i prof. Johna T. Pawlikowskiego z Muzeum Holocaustu w Waszyngtonie. Została przetłumaczona na język angielski przez prof. Franka Szmulowicza i ukazała się drukiem w amerykańskim wydawnictwie naukowym Rowman & Littlefield, pod tytułem The Towns of Death. Pogroms Against Jews by Their Neighbors.
W roku 2019 Muzeum Historii Żydów Polskich Polin wyróżniło go nominacją przyznawaną osobom, organizacjom lub instytucjom działającym na rzecz ochrony pamięci o historii polskich Żydów.
Jego książka Drzazga. Kłamstwa silniejsze niż śmierć (2020) opowiadająca o pogromach Żydów w 1941 roku i ich skutkach dla współczesnej Polski, znalazła się w dziesiątce książek nominowanych do nagrody im. Ryszarda Kapuścińskiego, za najlepszy reportaż literacki (2021), znalazła się też w finale Literackiej Nagrody Europy Środkowej Angelus (2021) oraz w finale VIII edycji Nagród Newsweeka im. Teresy Torańskiej (2021), wyróżniono ją również tytułem „Najlepszy polski reportaż 2020 r.”, przez portal CzytamyReportaże.pl.
Był konsultantem historycznym filmu Wesele (film 2021) w reżyserii Wojciecha Smarzowskiego.
W roku 2024 opublikował książkę "Miasta pogromów. Nie tylko Jedwabne"
W roku 2025 otrzymał medal "Powstanie w Getcie Warszawskim" 
Mirosław Tryczyk ma jedną córkę.

## Wybrane publikacje
Książki:
- Między imperium a świętą Rosją, Wydawnictwo Nova Res, Gdynia 2009.
- Miasta śmierci. Sąsiedzkie pogromy Żydów, Wydawnictwo RM, Warszawa 2015.
- Drzazga. Kłamstwa silniejsze niż śmierć, Społeczny Instytut Wydawniczy „Znak”, Kraków 2020.
- The Towns of Death. Pogroms Against Jews by Their Neighbors, Lexington Books, Rowman&Littlefield, USA, 2021.
- Miasta pogromów. Nie tylko Jedwabne, Wydawnictwo RM, Warszawa 2024.

Teksty naukowe, popularnonaukowe:
- Twarde sumienie. Leczenie pamięci, kwartalnik historyczny Karta, nr 85/2015.
- Żydówki ze Szczuczyna, kwartalnik historyczny Karta, nr 89/2016.
- Biłgoraj. Sztetl z polską władzą, kwartalnik historyczny Karta, nr 90/2017.
- Reply to Krzysztof Persak, Studia Litteraria et Historica, 5/2016.

Wywiady z Mirosławem Tryczykiem:
- Mirosław Tryczyk: mówię przepraszam, ale nie za siebie – za dziadka, Emilia Padoł, Onet Kultura, 7.12.2021, za ten wywiad autorka została nominowana do Nagrody Grand Press 2021[23][24].
- Nie słuchaj ojca swego. Rozmowa z autorem książki „Miasta śmierci. Sąsiedzkie pogromy Żydów”, Marcin Kącki, Gazeta Wyborcza – Duży Format, 12.11.2015[25].
- Splintered histories: confronting the legacy of wartime pogroms in rural Poland, Agnieszka Wądołowska, Notes from Poland, 1.06.2020[26].

## Nagrody i nominacje
- Laureat głównej nagrody w VI Konkursie o  Nagrodę  Procter&Gamble  Polska spółka z o.o. dla Najlepszych Absolwentów Polskich Uczelni Wyższych, 2002.
- Laureat nagród za pracę nauczycielską i innowacje pedagogiczne otrzymanych m.in. od Wojewody Dolnośląskiego, Dolnośląskiego Kuratora Oświaty, Prezydenta Miasta Wrocławia, w latach 2002–2012.
- Wyróżnienie otrzymane od Muzeum Historii Żydów Polskich, Polin, przyznawane osobom, organizacjom lub instytucjom aktywnie działającym na rzecz ochrony pamięci o historii polskich Żydów, 2019.
- Nominacja do tytułu „Książka roku 2020”, przez portal LubimyCzytać.pl, za książkę „Drzazga. Kłamstwa silniejsze niż śmierć”, 2021.
- Wyróżnienie tytułem „Najlepszy polski reportaż 2020 r.”, przez portal WWW CzytamyReportaże.pl, za książkę „Drzazga. Kłamstwa silniejsze niż śmierć”, 2021.
- Nominacja do dziesiątki książek nagrody im. Ryszarda Kapuścińskiego, za najlepszy reportaż literacki, za książkę „Drzazga. Kłamstwa silniejsze niż śmierć”, 2021.
- Finalista Literackiej Nagrody Europy Środkowej Angelus, za książkę „Drzazga. Kłamstwa silniejsze niż śmierć”, 2021.
- Finalista nagrody Newsweeka im. Teresy Torańskiej, za najlepszy reportaż literacki, za książkę „Drzazga. Kłamstwa silniejsze niż śmierć”, 2021.